# Jerzy Fedorowski

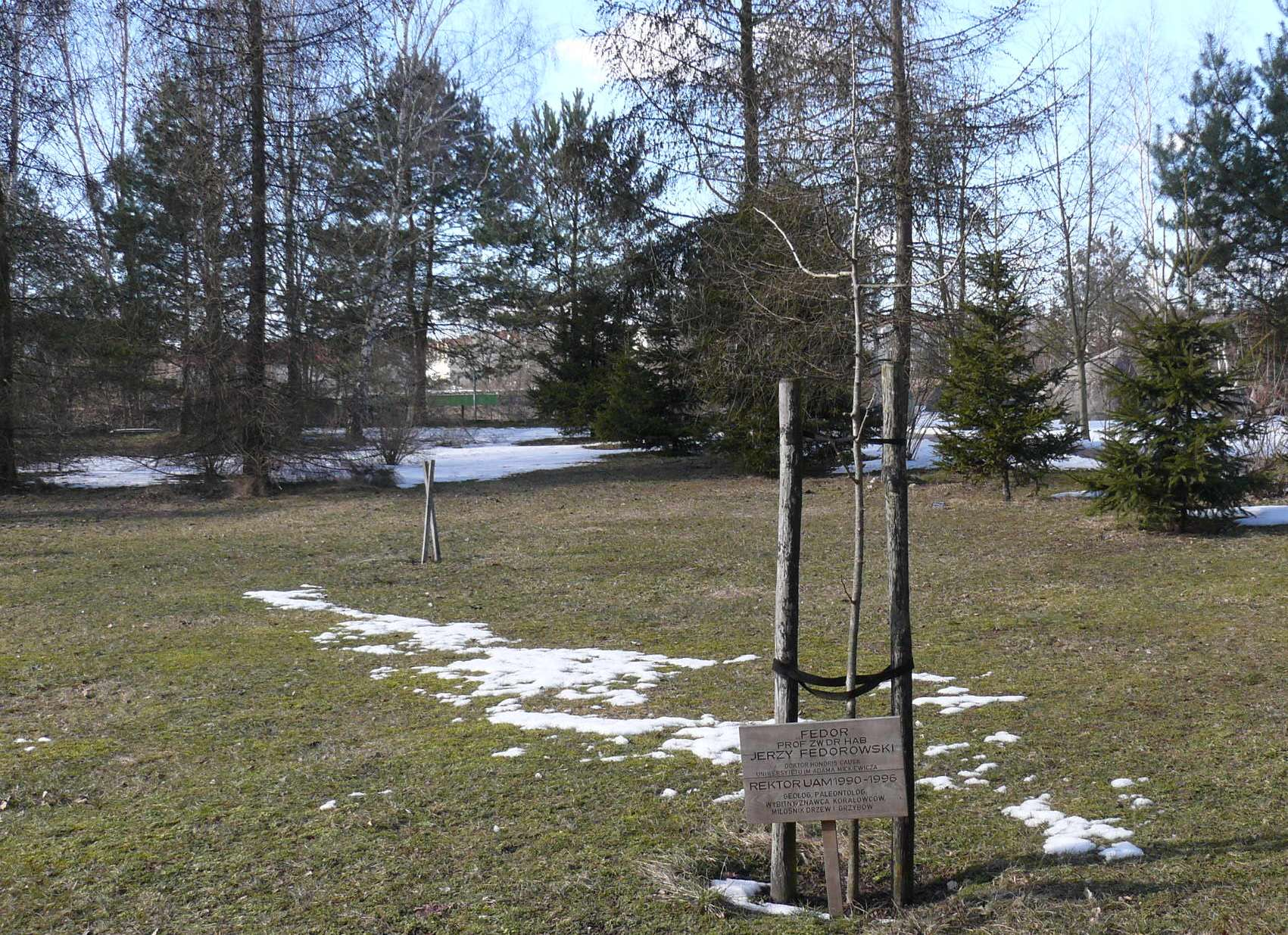
Dąb Fedor ku czci prof. Jerzego Fedorowskiego – przed budynkiem Collegium Geologicum

Jerzy Fedorowski (ur. 5 września 1934 w Brześciu) – polski paleontolog, geolog, profesor, rektor Uniwersytetu im. Adama Mickiewicza w Poznaniu w latach 1990–1996.

## Życiorys
W 1958 ukończył studia geologiczne na Uniwersytecie Warszawskim, doktoryzował się w 1963 na Uniwersytecie Jagiellońskim, a habilitował w 1970 na Uniwersytecie im. Adama Mickiewicza w Poznaniu. Tytuł profesora nadzwyczajnego uzyskał w 1981, a zwyczajnego w 1990.
Na stanowisko rektora wybrany już w latach osiemdziesiątych, jednak jego wyboru (zgodnie z możliwościami ówczesnego prawa) nie zatwierdził minister szkolnictwa wyższego Benon Miśkiewicz. W okresie 1990–1996 piastował stanowisko rektora Uniwersytetu im. Adama Mickiewicza, był też przewodniczącym kolegium rektorów Poznania oraz współzałożycielem Collegium Polonicum przy Uniwersytecie Europejskim Viadrina we Frankfurcie nad Odrą. Członek Polskiej Akademii Umiejętności.
Uczeń paleozoolog, profesor i kierownik Pracowni Paleozoologii PAN w Poznaniu Marii Różkowskiej z Dembińskich.
Początkowo Jerzy Fedorowski kierował filią Instytutu Paleobiologii w Poznaniu, którą w 1976 roku przejął Uniwersytet Poznański. W latach 1987–1988 reaktywował studia geologiczne i paleontologiczne na UAM.
Wieloletni kierownik utworzonego przez niego Zakładu Paleontologii i Stratygrafii na Wydziale Nauk Geograficznych i Geologicznych UAM.
Jego głównym obszarem badawczym są koralowce paleozoiku, a szczególnie rząd Rugosa. 
Dyrektor projektu budowy Uniwersyteckiego Parku Historii Ziemi.

## Wybrane prace
- Considerations on Most Rugosa and the Dividocorallia from de Groot's (1963) Collection, Scripta Geologica, 187, Leiden, 2004.
- The Upper Palaeozoic tetracoral genera Lophophyllidium and Timorphyllum. Palaeontology, 17:441-473, 1974.
- Permian rugose corals from Timor (Remarks on Schouppe and Stacul's collections and publications from 1955 and 1959). Palaeontographica Abt. A, 191:173-226, 1986.
- Upper Palaeozoic rugose corals from southwestern Texas and adjacent areas: Gaptank Formation and Wolfcampian corals, pt. 1. Palaeontologia Polonica, 48:3-271, 1987.
- Extinction of Rugosa and Tabulata near the Permian/Triassic boundary. Acta Palaeontologica Polonica, 34, 47–70, 1989.
- The Lower Bashkirian Rugosa of the Donets Basin (Ukraine) and Main Crisis in the Upper Palaeozoic Rugose Corals Evolution, Palaeontologia Polonica, 180, 2004.

## Nagrody i wyróżnienia
- The Smithsonian Institution (Washington, D.C.) Award
- Członek honorowy Polskiego Towarzystwa Geologicznego[8]
- Członek Czynny Polskiej Akademii Umiejętności
- Krzyż Komandorski z Gwiazdą orderu "Polonia Restituta" – 28 września 2005[9]
- doktor honoris causa Uniwersytetu im. Adama Mickiewicza w Poznaniu – 29 czerwca 2009[10]